# Ruunasaari (ö i Södra Savolax, S:t Michel, lat 61,39, long 26,53)
Ruunasaari är en ö i Finland. Den ligger i sjön Ylä-Rieveli och i kommunerna Pertunmaa, Mäntyharju och Mäntyharju och landskapet Södra Savolax, i den södra delen av landet, 160 km nordost om huvudstaden Helsingfors. Öns area är 0,3 hektar och dess största längd är 110 meter i öst-västlig riktning.